# Hsu Shu-ching
Hsu Shu-ching (许淑净S, Xǔ Shū JìngP; Yunlin, 9 maggio 1991) è una sollevatrice taiwanese, vincitrice della medaglia d'oro olimpica a Londra 2012 e Rio de Janeiro 2016 nella categoria fino a 53 kg.